# Igino Benvenuto Supino
Igino Benvenuto Supino (Pisa, 29 settembre 1858 – Bologna, 8 gennaio 1940) è stato uno storico dell'arte e pittore italiano.

## Biografia
Nato da una colta e agiata famiglia di origini ebraiche, s'iscrisse all'Accademia delle belle arti di Firenze e si dilettò di pittura. Nel 1889 assunse l'incarico d'ispettore dei monumenti della provincia di Pisa e nel 1893 fu tra i promotori dell'istituzione del Museo pisano di San Matteo, di cui cura anche il catalogo.
Trasferitosi a Firenze, nel 1896 divenne direttore del Museo del Bargello e ne curò il catalogo.  Fondò la rivista Miscellanea d'arte, pubblicata nel 1903 (divenuta Rivista d'arte dal 1904), e collaborò con altri importanti periodici d'arte, tra i quali Dedalo di Ugo Ojetti e L'Arte: rivista di storia dell'arte medievale e moderna di Adolfo Venturi. Dopo la nomina nel 1906 a docente straordinario di Storia dell'arte all'Università di Bologna, prevalendo, grazie alla sua maggiore esperienza, sul più giovane Pietro Toesca, si trasferì nella città felsinea. Dal 1920 al 1923 fu preside della facoltà di lettera e filosofia e nel giugno 1933 tenne la sua ultima lezione.
Nel 1929, senza interrompere l'attività didattica, era stato nominato direttore del Museo d'arte industriale. L'incarico gli sarà revocato nel 1938 per effetto delle leggi razziali fasciste. Muore due anni più tardi, a ottantuno anni.
Il figlio Giulio è stato un ingegnere, matematico e socio dell'Accademia Nazionale dei Lincei.

## Opere
- Il Camposanto di Pisa, Firenze, Alinari, 1896.
- Sandro Botticelli, Firenze, Alinari, 1900.
- L'arte di Benvenuto Cellini con nuovi documenti sull'oreficeria fiorentina del secolo XVI, Firenze, Alinari, 1901.
- Fra Angelico, Firenze, Alinari, 1902.
- Pisa, Bergamo, Istituto Italiano d'Arti Grafiche, 1905.
- La basilica di San Francesco d'Assisi, Bologna, Zanichelli, 1924.
- Iacopo dalla Quercia, Bologna, Apollo, 1926.
- Giotto, Firenze, Le Monnier, 1927.
- L' arte nelle chiese di Bologna, 2 voll., Bologna, Zanichelli, 1932-38. Comprende:

1. Secoli VIII-XIV, 1932.
2. Secoli XV-XVI, 1938.